# Библиография Шерлока Холмса
Классическая библиография Шерлока Холмса (англ. Canon of Sherlock Holmes) включает 60 произведений (56 рассказов в 5 сборниках и 4 повести), написанных оригинальным создателем данного персонажа — сэром Артуром Конан Дойлем. К классической библиографии также примыкают несколько рассказов и пьес, написанных самим писателем или в соавторстве. Список произведений других авторов, использовавших созданных Конан Дойлем персонажей, см. в статье Шерлокиана.

## Список произведений
- Этюд в багровых тонах (1887; повесть)
- Знак четырёх (1890; повесть)
- Приключения Шерлока Холмса (сборник, 1891—1892)

- Скандал в Богемии
- Союз рыжих
- Установление личности
- Тайна Боскомской долины
- Пять зёрнышек апельсина
- Человек с рассечённой губой
- Голубой карбункул
- Пёстрая лента
- Палец инженера
- Знатный холостяк
- Берилловая диадема
- Медные буки

- Воспоминания Шерлока Холмса (Записки о Шерлоке Холмсе) (сборник, 1892—1893)

- Серебряный
- Жёлтое лицо
- Приключения клерка
- Глория Скотт
- Обряд дома Месгрейвов
- Рейгетские сквайры
- Горбун
- Постоянный пациент
- Случай с переводчиком
- Морской договор
- Последнее дело Холмса

- Собака Баскервилей (1901—1902; повесть)
- Возвращение Шерлока Холмса (сборник, 1903—1904)

- Пустой дом
- Подрядчик из Норвуда
- Пляшущие человечки
- Одинокая велосипедистка
- Случай в интернате
- Чёрный Питер
- Конец Чарльза Огастеса Милвертона
- Шесть Наполеонов
- Три студента
- Пенсне в золотой оправе
- Пропавший регбист
- Убийство в Эбби-Грейндж
- Второе пятно

- Долина ужаса (1914—1915; повесть)

- Его прощальный поклон (сборник; 1893, 1908—1913, 1917)

- В Сиреневой Сторожке / Происшествие в Вистерия-Лодж
- Картонная коробка
- Алое кольцо
- Чертежи Брюса-Партингтона
- Шерлок Холмс при смерти
- Исчезновение леди Фрэнсис Карфэкс
- Дьяволова нога
- Его прощальный поклон

- Архив Шерлока Холмса (сборник, 1921—1927)

- Камень Мазарини
- Загадка Торского моста
- Человек на четвереньках
- Вампир в Суссексе
- Три Гарридеба
- Знатный клиент
- Происшествие на вилле «Три конька»
- Человек с побелевшим лицом
- Львиная грива
- Москательщик на покое
- История жилички под вуалью
- Загадка поместья Шоскомб

### Вне Канона
- Рассказы:
  - Благотворительная ярмарка (Благотворительный базар) / The Field Bazaar (1896). Является автопародией.
  - Человек с часами / The Man with the Watches (1898) — в этом рассказе появляется не названный по имени Холмс.
  - Исчезнувший экстренный поезд / The Lost Special (1898) — в этом рассказе появляются не названные по имени Холмс и Мориарти.
  - Дело о долговязом / The Adventure of the Tall Man (около 1900 года, опубл. 1943) — план ненаписанного рассказа; многие исследователи отрицают его принадлежность Конан Дойлю. В рукописи текст не имеет названия, оно дано Питером Хэйнингом в сборнике «Последние приключения Шерлока Холмса».
  - Как Ватсон учился делать «фокусы» (Как Ватсон учился хитрости) / How Watson Learned the Trick (1922, опубл. 1924). Автопародия.
  - Шерлок Холмс выясняет всю правду о приграничных городах и о базаре в помощь мосту (дедуктивным методом) / Sherlock Holmes: Discovering the Border Burghs and, by deduction, the Brig Bazaar (1903). Рассказ обнаружен в феврале 2015 года на чердаке одного из домов шотландского города Селкерка. Он вошел в брошюру, изданную в честь благотворительного базара, состоявшегося в 1903 году. Прямого доказательства авторства Конан Дойла нет, но в его пользу говорит то, что две самопародии уже известны специалистам так же, как и участие его самого в кампании по сбору денег на селкеркский мост: как показывает объявление, он открывал благотворительный базар 12 декабря 1903 года, как раз в субботу (в рассказе эту торжественную обязанность собирается, видимо, выполнить доктор Уотсон)[1].
- Пьесы:
  - Angels of Darkness: A Drama in Three Acts (1889—1890, опубл. 2001) — драма, где Шерлок Холмс не действует, но есть персонаж доктор Уотсон, в которой ему отведена роль влюбленного защитника Люси Ферье, а также он вынужден лечить своего соперника Джефферсона Хоупа, за которым охотятся «ангелы-мстители» из тайной мормонской организации — эти персонажи встречаются в «Этюде в багровых тонах»; расследования в пьесе практически нет; действие происходит в Сан-Франциско. По мнению биографа Артура Конан Дойла, Джона Диксона Карра, тот убрал «Ангелов тьмы» в стол, поскольку осознавал, что пьеса с одним только Уотсоном и без намека на Холмса не способна вдохновить публику. Наконец, некоторые исследователи склонны считать, что пьеса была в действительности написана до «Этюда в багровых тонах» и послужила основой для «американских» глав повести. Пьеса не была поставлена и опубликована.
  - Пёстрая лента / The Speckled Band (The Stonor Case) (1910, опубл. 1912). Сюжет основан на одноимённом рассказе. Основные отличия — роль Ройлотта более расширенная; Шерлок Холмс появляется только во втором акте; добавлены бытовые и сцены коронерского дознания; нет неожиданности в развязке и традиционного для рассказов разъяснения умозаключений детектива, приводящих к разгадке.
  - Королевский бриллиант: Вечер с Шерлоком Холмсом / The Crown Diamond: An Evening With Mr Sherlock Holmes (1921, опубл. 1958). Некоторые сюжетные ходы взяты из «Пустого дома». В свою очередь, пьеса послужила основой для рассказа «Камень Мазарини» — этим объясняется его вторичность и некоторое отличие от общего канона: повествование от третьего лица; роль доктора Уотсона эпизодическая; наличие мальчика-слуги Билли в доме на Бейкер-стрит (в других рассказах его нет, зато действует во всех пьесах о Холмсе у Конан Дойла и Жиллетта).
  - Шерлок Холмс (Sherlock Holmes: A Drama in Four Acts) (1899, опубл. 1922) — пьеса, подписанная именами Конан Дойла и Уильяма Жиллета, фактически написана одним Жиллетом. Первоначальный вариант был создан самим Конан Дойлом, но в дальнейшем пьеса была несколько раз значительно переделана рядом драматургов — в результате прежним осталось только название и некоторые персонажи: сам Шерлок Холмс, доктор Уотсон, профессор Мориарти; Ирен Адлер была заменена на другую «роковую» женщину; усилилась любовная интрига. Сэр Артур Конан Дойл дал согласие на размещение своего имени на афише как соавтора для повышения зрительского успеха спектакля.
- Эссе:
  - Preface to the Author’s Edition of Sherlock Holmes Stories (1903) — предисловие к переизданию «Приключений Шерлока Холмса» в собрании сочинений.
  - Some Personalia about Mr. Sherlock Holmes (1917) — эссе вошло в автобиографию «Воспоминания и приключения».
  - Правда о Шерлоке Холмсе / The Truth About Sherlock Holmes (1923) — фрагменты автобиографии.
  - Mr. Sherlock Holmes to His Readers (1927) — объявление о конкурсе в журнале «Стрэнд»; сокращенный вариант опубликован как предисловие к сборнику «Архив Шерлока Холмса».
  - How I Made My List (1927) — писатель называет лучшие, по его мнению, двенадцать рассказов о Холмсе.
  - Preface to The Complete Sherlock Holmes Short Stories (1928) — предисловие к полному собранию рассказов о Холмсе.
  - Preface to The Complete Sherlock Holmes Long Stories (1929) — предисловие к полному собранию повестей о Холмсе.
- Стихотворение:
  - Непонятливому критику / To An Undiscerning Critic (1912) — ответ юмористу Артуру Гитерману.